# Joep Lange
Joep Lange, celým jménem Joseph Marie Albert Lange (25. září 1954 Nieuwenhagen – 17. července 2014 Hrabove) byl nizozemský lékař, odborník na léčbu AIDS. 
Vystudoval medicínu na Amsterdamské univerzitě, kde v roce 1987 získal doktorát. Specializoval se na tropické choroby a byl zaměstnancem Světové zdravotnické organizace. Od poloviny devadesátých let se zaměřil na výzkum retrovirů, především HIV. Prosazoval kombinovanou terapii onemocnění AIDS a podporoval kontroverzní experimenty Davida Ho. Na základě terénního výzkumu v Ugandě publikoval studii, podle níž podávání antivirotik kojencům snižuje riziko přenosu HIV z matky na dítě. 
V roce 1996 založil s Douglasem Richmanem odborný časopis Antiviral Therapy. Vedl neziskovou organizaci PharmAccess Foundation, usilující o finančně dostupnější léčbu AIDS. V letech 2002 až 2004 zastával funkci předsedy Mezinárodní společnosti pro AIDS. Od roku 2006 byl profesorem univerzitního lékařského centra v Amsterdamu. Za své vědecké úspěchy obdržel Eijkmanovu medaili a byl přijat do Americké asociace pro rozvoj vědy.
Jeho životní partnerkou byla lékařka Jacqueline van Tongerenová. Oba zahynuli při sestřelení letadla Malaysia Airlines, kterým cestovali na vědeckou konferenci do Austrálie. Je po něm pojmenován Institut Joepa Langeho, zabývající se bojem proti HIV, a také most Joep Langebrug v Amsterdamu.